# テングリ・ユニトレード・カーゴ
テングリ・ユニトレード・カーゴ（カザフ語: Тенгри Юнитрейд、英: Tengri Unitrade CARGO）は、カザフスタン鉄道公認の貨物代行を推進する鉄道事業者である。
テングリ・ユニトレード・カーゴは、関税の簡略化および貨物輸送契約の標準化を実施している。
「テングリ・ユニトレード・カーゴ」では、重油残基の抽出を支援するマイクロ波タンク貨車の新しいシステムが最近開発された。

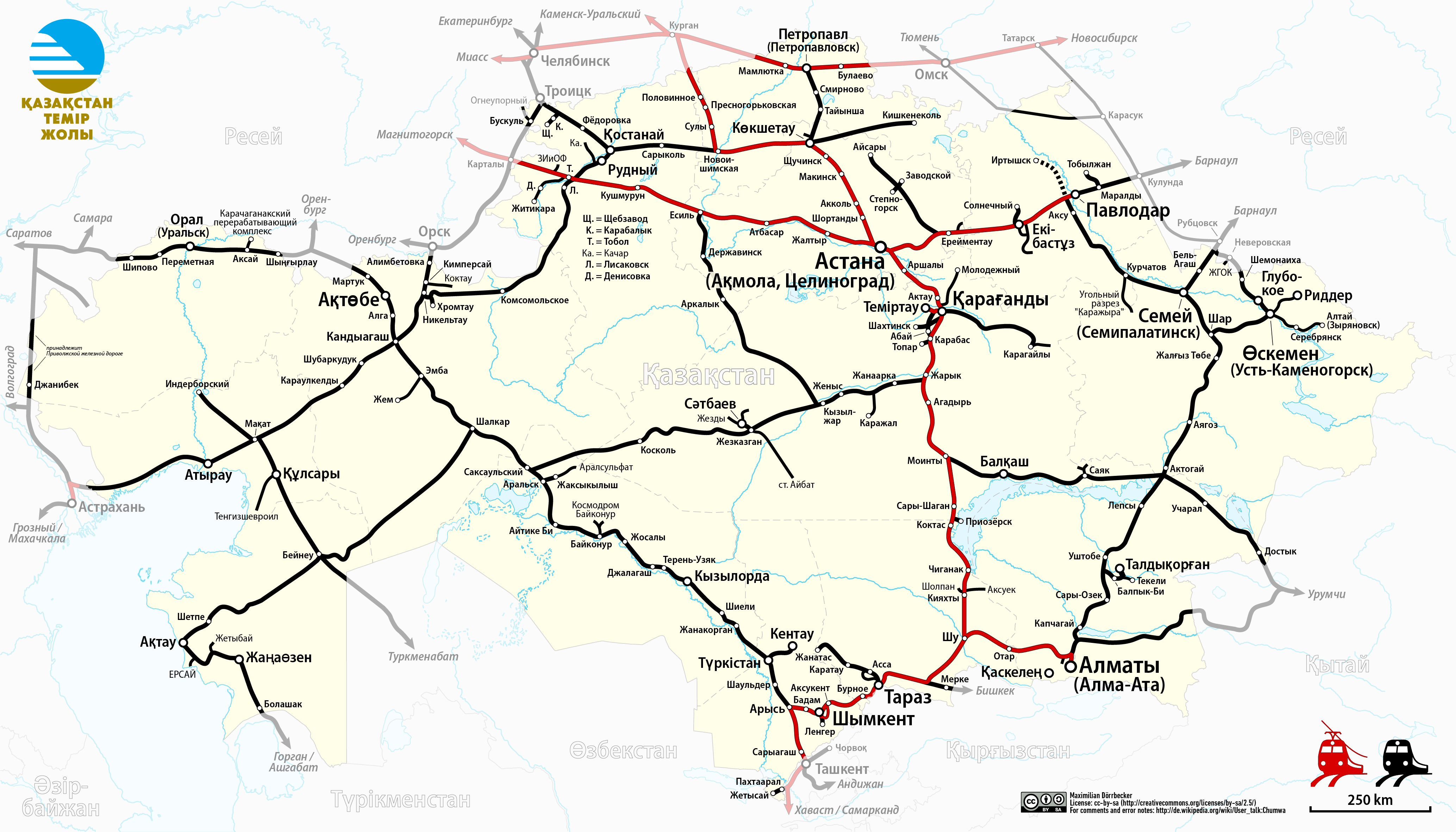
カザフ鉄道システム